# Fuji Television
Fuji Television Network, Inc. (株式会社フジテレビジョン Kabushiki Gaisha Fuji Terebijon?) es un canal de televisión japonés con sede en Odaiba, Minato, Tokio, Japón, también conocido como Fuji TV (フジテレビ Fuji Terebi?) o CX, basado en el indicativo de llamada de la emisora "JOCX-DTV". Es la estación insignia de la Fuji News Network (FNN) y del Fuji Network System.

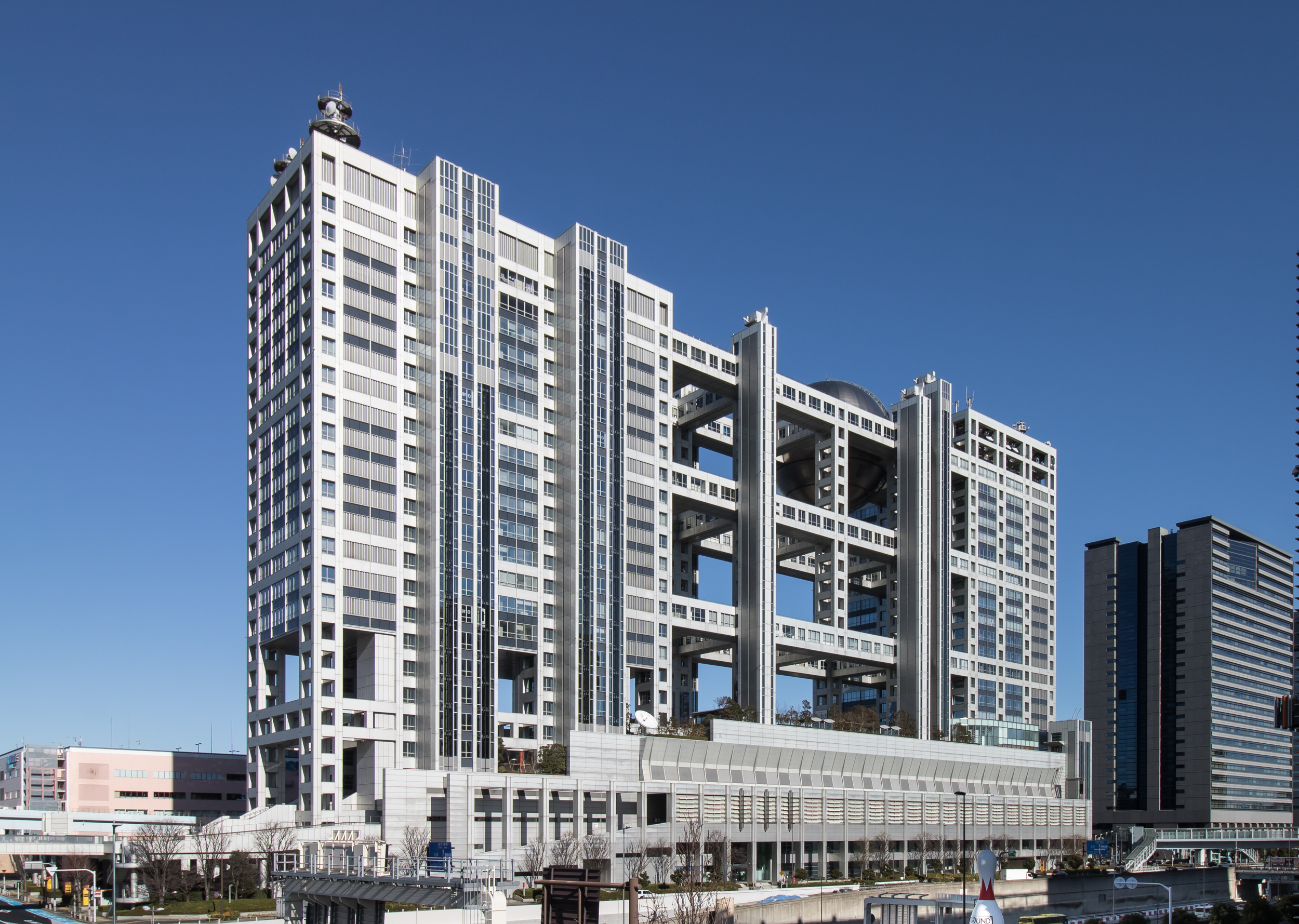
Sede de Fuji Media Holdings y Fuji TV en Odaiba

Fuji Television también opera tres estaciones de televisión prémium, conocidas como "Fuji TV One" ("Fuji TV 739" - deportes/variedad), "Fuji TV Two" ("Fuji TV 721" - dramas/anime) y "Fuji TV Next" ("Fuji TV CSHD" - programas en directo de primera calidad) (denominados en conjunto como "Fuji TV OneTwoNext"), todos disponibles en alta definición.
Fuji Television es propiedad de Fuji Media Holdings, Inc. y está afiliada a Fujisankei Communications Group. La actual Fuji Television se creó en 2008. Fuji Media Holdings es la antigua Fuji Television fundada en 1957.[cita requerida]

## Historia

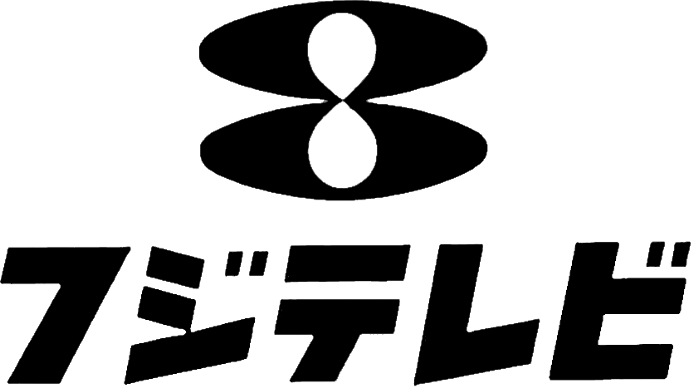
Primer logotipo de Fuji Television (1959-1986).

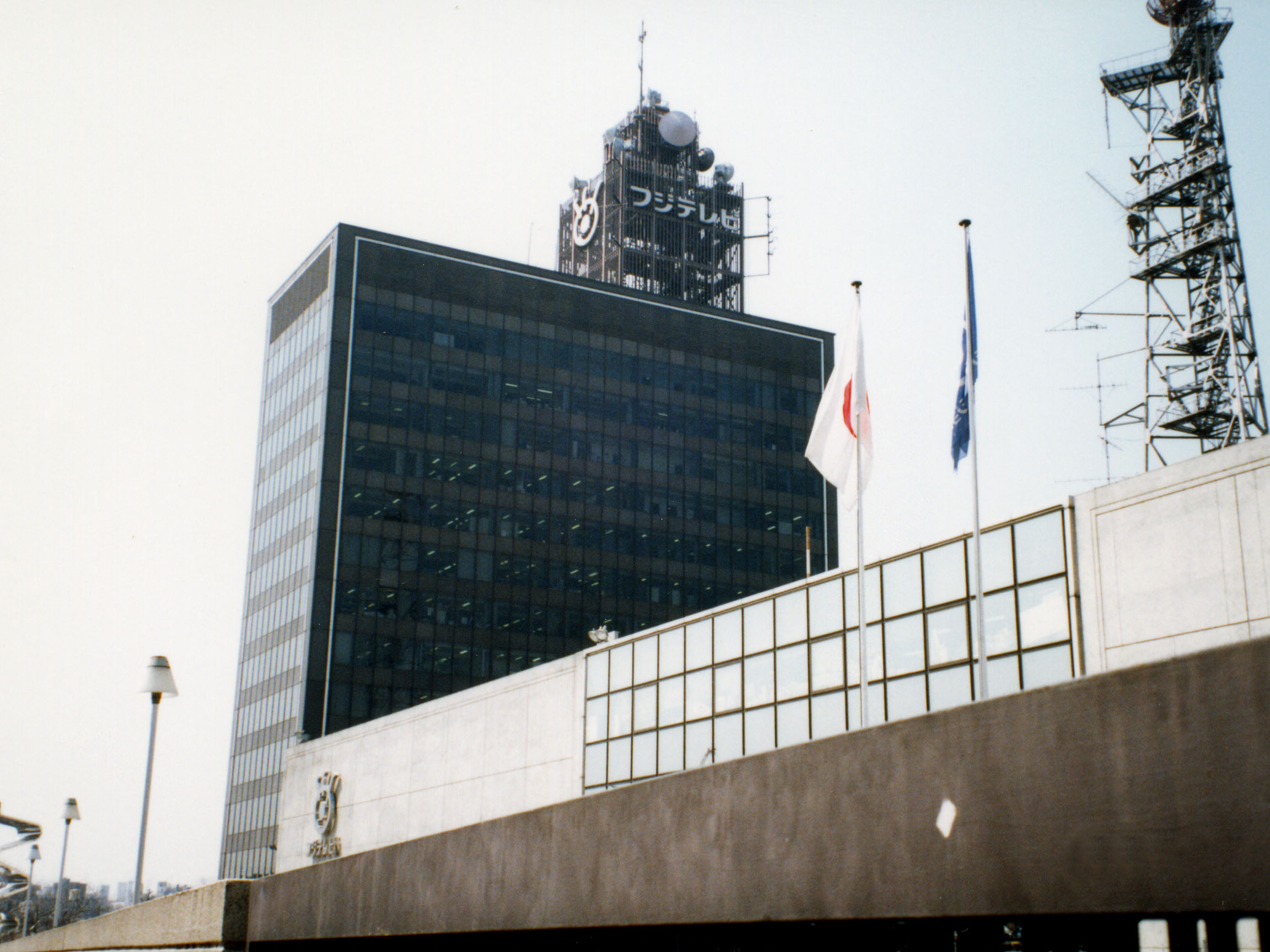
Segunda sede de Fuji TV en Kawadacho, Shinjuku (con adición del edificio) en abril de 1991.

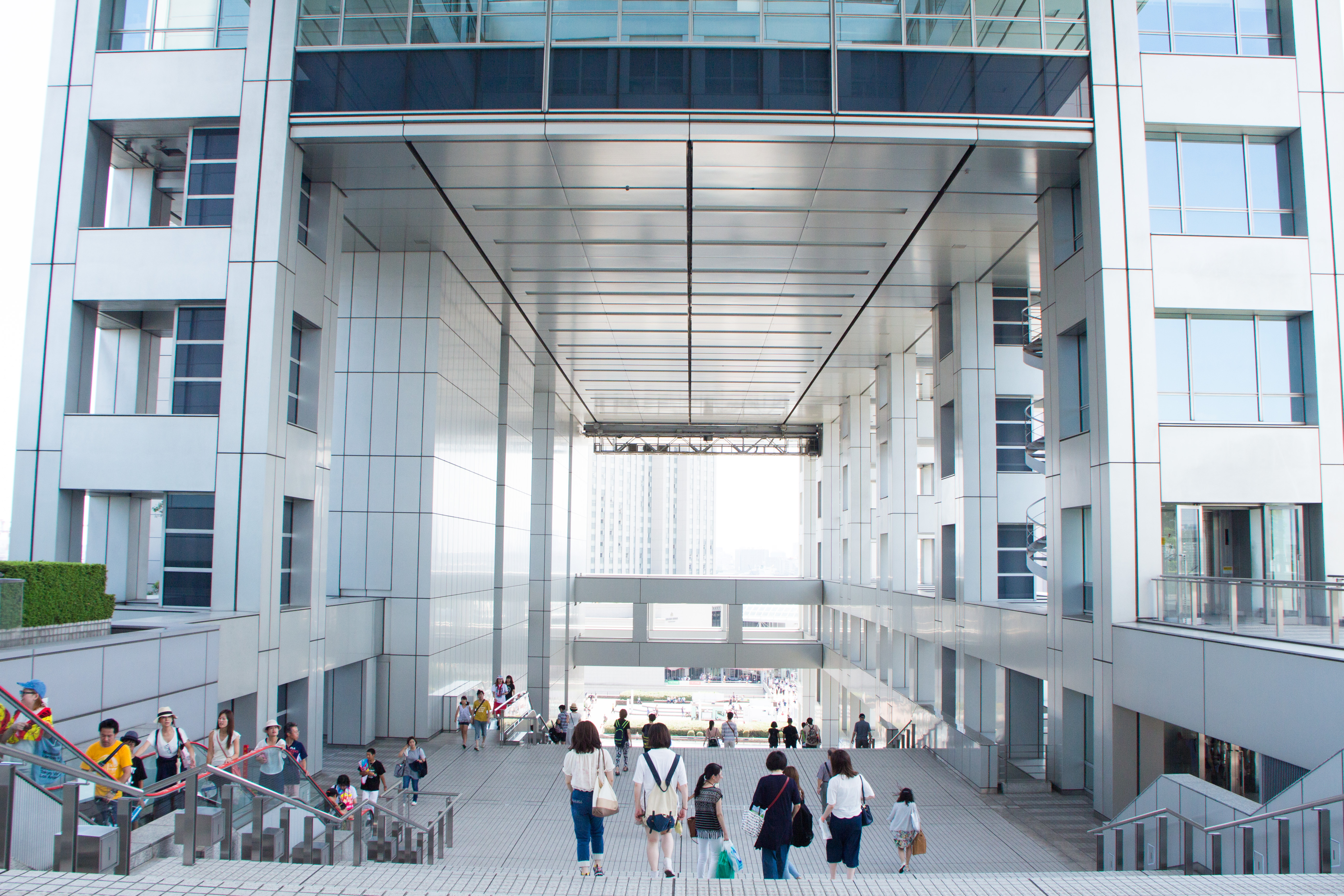
Centro del edificio de la sede de Fuji TV.

Fuji Television Network Inc. fue fundada el 18 de noviembre de 1957 por Nobutaka Shikanai y Shigeo Mizuno, los entonces presidentes de Nippon Broadcasting System y Nippon Cultural Broadcasting respectivamente, con un capital de 600 millones, en donde pretendía lograr una concesión de televisión. En enero de 1959, el edificio de la sede se completó en el séptimo de Kawadacho, Shinjuku, Tokio, siendo la sede por breve tiempo tras el cambio de ubicación de la sede realizado en 1962.
La concesión le fue otorgada el 9 de enero de 1959, posteriormente comienza la emisión de prueba el 8 de febrero, y finalmente el canal comenzó a emitir a partir del 1 de marzo de ese mismo año a las 9:20 a. m. (hora local) con inicio de la salida de vídeo de transmisión de 10 kW, salida de voz de 2,5 kW. El primer programa es "Opening the Foundation" (saludos del primer presidente del canal, Seijin Mizuno). Posteriormente, se emitió la grabación de la película 'El nacimiento de Fuji TV', que reflejó el patrón hasta la apertura. En la noche de este día, 'Star One Night' comenzó a transmitir
Para lograr emitir en gran parte del país, Fuji TV decidió formar una red de emisoras afiliadas en junio del mismo año, que aparecieron el mismo de emisipon del canal. El 1 de junio de 1959, las primeras que se unieron fueron Tokai TV (Aichi), Kansai TV (Kansai) y Kyushu Asahi Broadcasting (Fukuoka), y a ellas se sumarían otras posteriormente. El 17 de enero de 1960 aumenta la salida de transmisión de la oficina central a 50 kW de vídeo y 12,5 kW de audio.
El 1 de enero de 1963, comenzó a transmitir la primera animación televisiva de Japón "Astro Boy". Además, el 6 de octubre de 1965, transmite la primera animación de televisión en color de Japón "Jungle Taitei".
El 3 de septiembre de 1964 inicio de la emisión de prueba de color antes de celebrar los Juegos Olímpicos de Tokio (siendo tercero en el área de Tokio). El primer programa es "Lo vi", un programa de 30 minutos transmitido a partir de las 10:30 a. m.. El 7 de septiembre se inicia la emisión principal en color. El primer programa de emisión en color el programa británico de títeres "Stingray". En octubre de 1966, se formó una red de intercambio de noticias con las emisoras locales con el nombre de FNN (Fuji News Network). El 1 de octubre de 1969 se completa la expansión en la sede con la inserción de un edificio de Kawadacho, Shinjuku.
El 1 de abril de 1986, Fuji TV cambió su logotipo corporativo del antiguo logotipo "Channel 8" al logotipo "Medama", que consistente en un ojo, utilizado por Fujisankei Communications Group. En 1986 y 1987, Fuji TV trabajó con Nintendo para crear dos juegos llamados All Night Nippon Super Mario Bros. y Yume Kojo: Doki Doki Panic para la Famicom. All Night Nippon Super Mario Bros. era una versión retocada de Super Mario Bros. con algunos cambios menores, como la sustitución de los niveles normales por niveles de Super Mario Bros: Los Niveles Perdidos y algunos enemigos siendo reemplazados por celebridades japonesas con efecto cómico. Yume Kojo: Doki Doki Panic se convirtió más tarde en la base de Super Mario Bros. 2, que salió a la venta un año más tarde.
El 10 de mayo de 1987 pasa a ser un canal que transmite las 24 horas del día en las estaciones de radiodifusión televisiva terrestre de Japón (excepto en la mañana de los domingos y lunes, por mantenimiento).
En octubre de 1987, Fuji TV comenzó a llamar colectivamente JOCX-TV2 (que significa "JOCX-TV alternativa") a sus programas de televisión de madrugada, en un esfuerzo por comercializar las franjas horarias tradicionalmente no rentables y dar oportunidades a los jóvenes creadores para que expresen sus nuevas ideas. En la JOCX-TV2 se presentaron numerosos programas experimentales sobre bajos presupuestos bajo esta marca y otras de seguimiento, siendo un ejemplo notable el Zuiikin' English, que se emitió por primera vez en la primavera de 1992. La propia marca JOCX-TV2 se cambió en octubre de 1988 a JOCX-TV+, que duró hasta septiembre de 1991, cuando fue sustituida por GARDEN/JOCX-MIDNIGHT en octubre de 1991. Mientras tanto, Fuji TV ayudó a producir solo la tercera serie del programa de televisión infantil británico Thomas the Tank Engine & Friends (ahora llamado Thomas & Friends) con su creador y productor Britt Allcroft. La marca GARDEN/JOCX-MIDNIGHT duró hasta septiembre de 1992, cuando fue sustituida por la marca JUNGLE, que duró de octubre de 1992 a septiembre de 1993. La marca JOCX-MIDNIGHT se introdujo en octubre de 1993 para sustituir a la marca JUNGLE anterior, y duró hasta marzo de 1996, cuando Fuji TV decidió dejar de marcar sus "tragamonedas" de madrugada.

El 24 de agosto de 1989 inicio de la transmisión en formato EDTV. En noviembre de 1990 comienza las pruebas para transmitir en formato "Hi-Visión", un formato sistema de compresión de vídeo digital de Japón entrelazado por puntos que usaba modulación analógica para entregar señales de vídeo de alta definición de 1125 líneas al hogar (1035i), obteniendo la licencia de uso en noviembre de 1994, e implementado en septiembre de 1995.

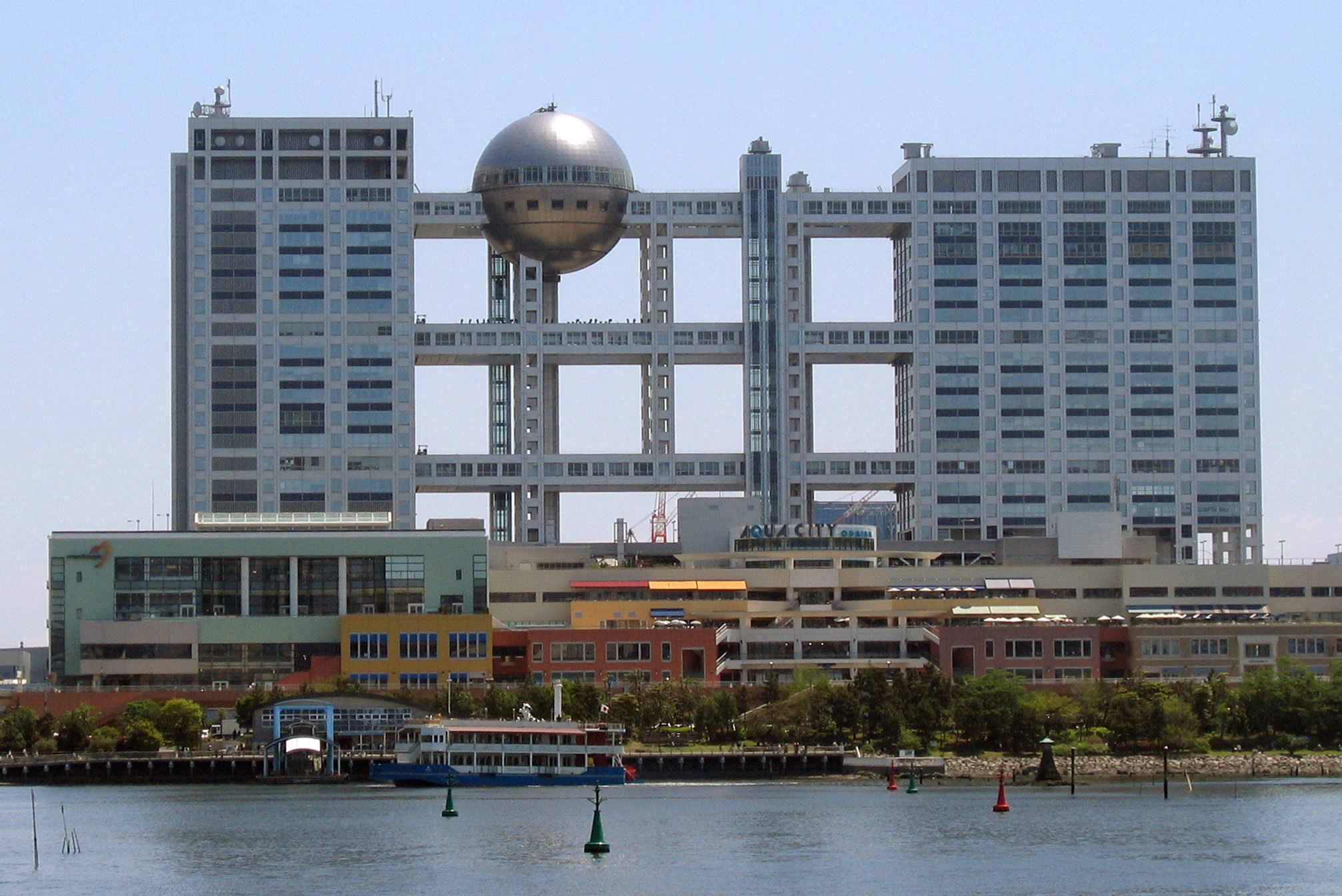
La tercera y actual sede de Fuji TV en Odaiba, conocida por su arquitectura única, realizada por Kenzo Tange.

En mayo de 1993 se inicia la construcción del edificio para la nueva sede central de Fuji. En abril de 1995 se fusiona la sede con la del Grupo Fuji Sanke. En agosto de 1996 se finaliza la nueva sede central en Odaiba, Shinjuku, diseñado por Kenzō Tange y el "Kenzo Tange Kazuo City and Building Design Research Institute", y siendo construido por Kajima Corporation. El trabajo de reubicación de Kawatacho se inicia secuencialmente por departamento, que finalizaría el 10 de marzo de 1997. A los pocos días, el 15 de marzo, se inició el trabajo de desmantelamiento y demolición del antiguo edificio de la oficina central de Kawadacho (se completó el 31 de marzo del año siguiente).
El 25 de abril de 1998 comienzan las emisiones de "Fuji TV 721", un canal digital CS (Satélite de Comunicación). Para 1999 se empezaría pruebas para transmitir sus programa en formato de HDTV, este mismo año, el 1 de abril comenzó la emisión de "Fuji TV 739", un canal digital CS.
El 1 de diciembre de 2000 se iniciaron las emisiones de "BS Fuji", un canal digital BS (radiodifusión por satélite). Desde 2002, Fuji TV ha copatrocinado el concurso Clarion Girl, que se celebra anualmente para seleccionar a un representante de Clarion que representará los productos de audio para automóviles de Clarion en las campañas publicitarias televisivas e impresas durante el año siguiente.
El 1 de diciembre de 2003, a las 11 a. m. (hora local), inicia la transmisión principal de transmisión de televisión digital terrestre (JOCX-DTV).
El 1 de abril de 2006, Fuji TV dividió la radiodifusión y la licencia de la emisora Nippon Broadcasting System en una empresa de reciente creación con el mismo nombre. El resto del antiguo sistema de radiodifusión de Nippon se disolvió en Fuji TV. Esto dio lugar a la transferencia de los activos de Nippon Broadcasting System a Fuji TV el 3 de abril.

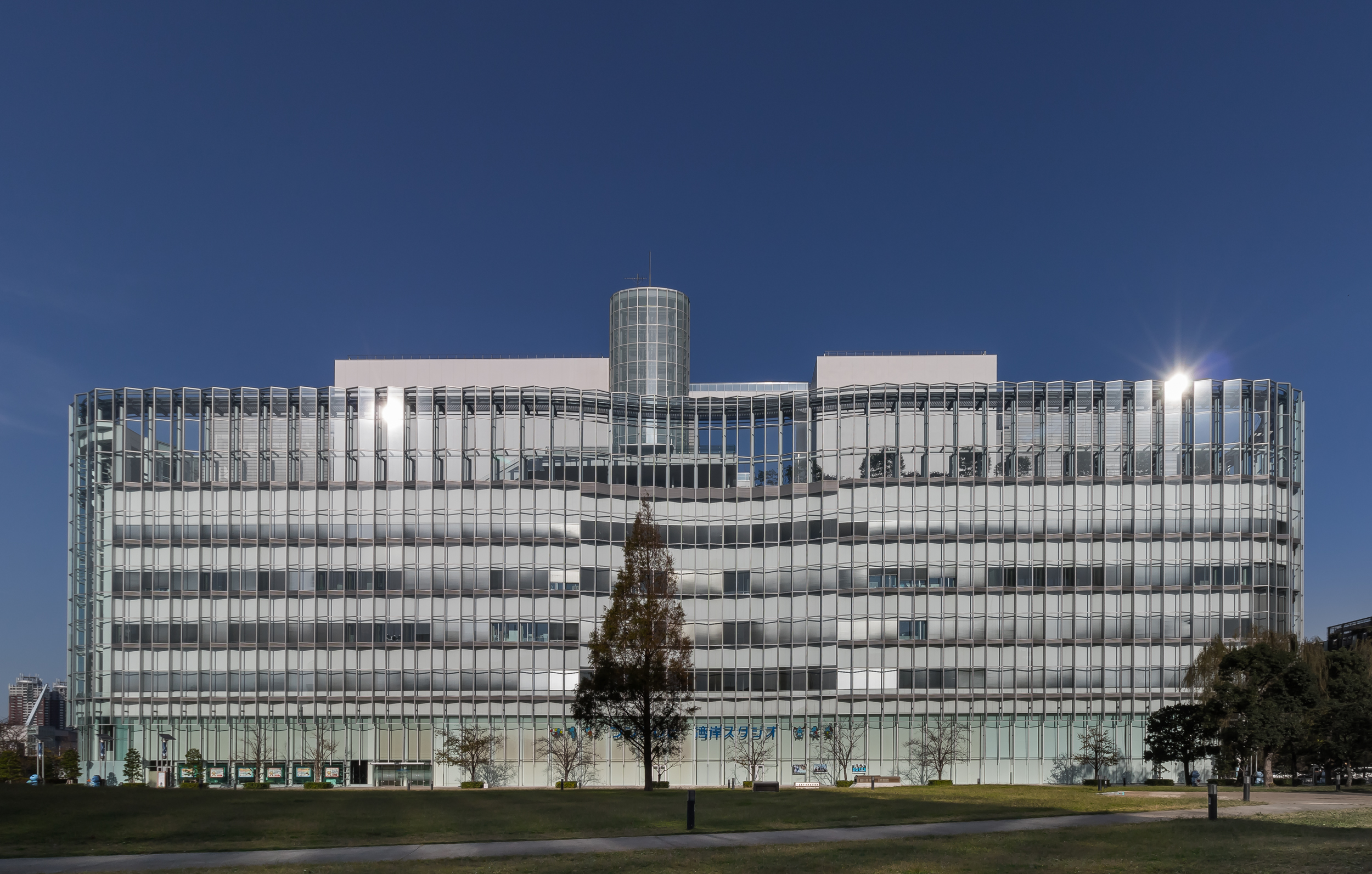
Exterior de la edificación de Fuji Television Wangan Studio, construida en el subcentro costero del distrito de Qinghai, Aomi.

El 26 de marzo de 2007 se anunció una demanda por daños de 34,5 mil millones de yenes contra Livedoor, uno de los accionistas, en el tribunal de distrito de Tokio, mientras el 29 de marzo adquirió todas las acciones en circulación de Pony Canyon y Fusosha, convirtiéndolas en subsidiarias de propiedad total. Al mismo tiempo, aumentar la propiedad en BS Fuji. El 14 de septiembre inició la operación de Fuji Television Wangan Studio, en Aomi, Kōtō, Odaiba, casi cerca de la sede central. Cuenta 8 estudios equipados con todas las últimas tecnologías digitales utilizadas para dramas y espectáculos de variedades.
El de 4 de septiembre de 2008, el Ministro de Asuntos Internos y Comunicaciones obtuvo la certificación de la compañía de transmisión de radiodifusión basada en la Ley de Radiodifusión, y se le permitió suceder la licencia de transmisión de televisión a la compañía recién establecida el 1 de octubre de 2008, cuando Fuji Television Co., Ltd. se convirtió en un holding de emisoras certificadas bajo el nombre de Fuji Media Holdings, Inc., Y la recién fundada Fuji Television Network Inc. se hizo cargo del negocio de la radiodifusión. Más tarde también se crea Fuji News Network (FNN).
El 5 de julio de 2010, con el acuerdo con NHK, todos los programas en transmisiones analógicas terrestres pasarán a la transmisión en formato de Letterbox (16:9) bajo la premisa de una transición completa a la radiodifusión digital terrestre. El 24 de julio de 2011 finalizó la transmisión analógica, mientras el 31 de octubre usa el formato de estéreo en toda su programación.
El canal ha tenido grave deterioro del índice de audiencia después de 2011 no solo ha afectado a Fuji Television, sino también al rendimiento y al precio de las acciones de Fuji Media Holdings Co., Ltd. de la empresa matriz. Sin embargo, debe tenerse en cuenta que esto no es solo una cuestión de Fuji Television, sino que todo el mercado de medios de televisión se encuentra en una situación difícil debido a la "salida de la TV analógica". El 31 de mayo de 2013 a las 9 a. m. (hora local) inicia su transmisión desde Tokyo Sky Tree.

## Oficinas
Las oficinas centrales se encuentran en 2-4-8, Daiba, Minato, Tokio. La oficina de Kansai se encuentra en el Aqua Dojima Oriente, Dojima, Kita-ku, Osaka. La oficina de Nagoya se encuentra en Telepia, Higashi-sakura, Higashi-ku, Nagoya.
La cadena de televisión japonesa también tiene 12 oficinas en todo el mundo en países como Francia, Alemania, Rusia, EE. UU., Corea del Sur, China, Italia, Tailandia y el Reino Unido.
La sala de observación esférica de la sede tiene un diámetro de 32m. Existe un recorrido para los visitantes, donde puede ver las herramientas utilizadas para la grabación y el estudio de grabación (estudio V4), y es una de las atracciones turísticas que representan los suburbios de Tokio. Se dice que el "tamaño visual" de todo el edificio está imaginando en 16:9 como referencia al formato de imagen y el HD.

### Galería

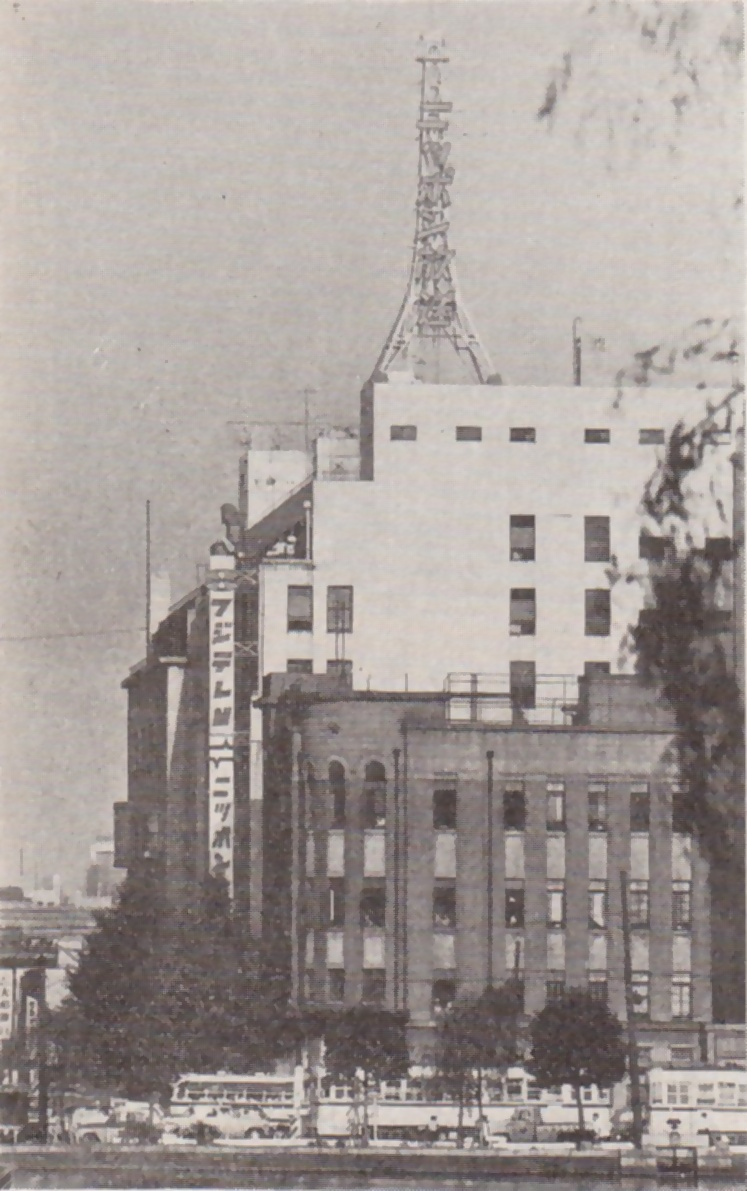
Primera sede de Fuji TV en Yūrakuchō, alrededor de 1961 (también compartido con Nippon Broadcasting System)
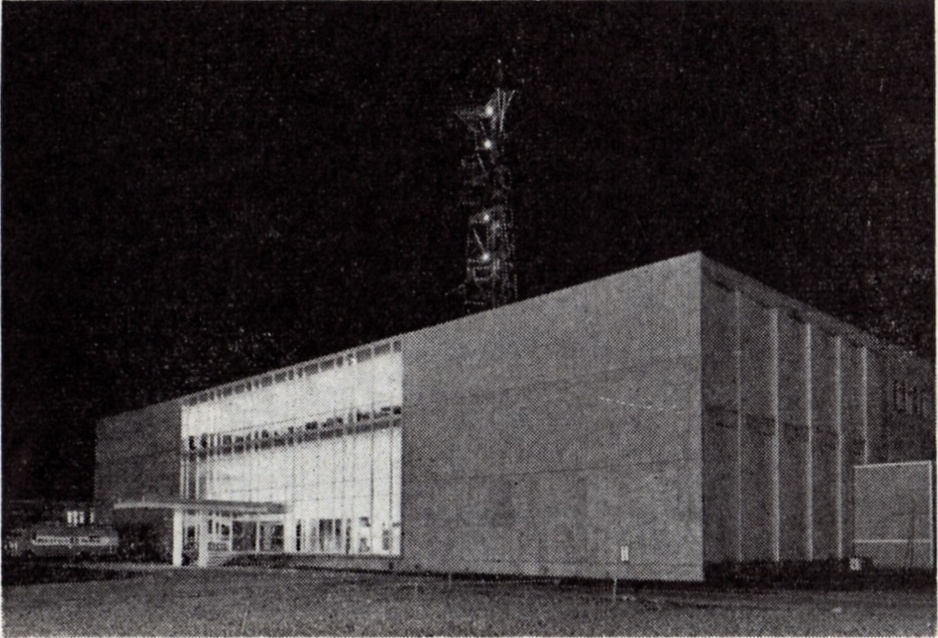
Segunda sede de Fuji TV en Kawadacho, Shinjuku, alrededor de 1961
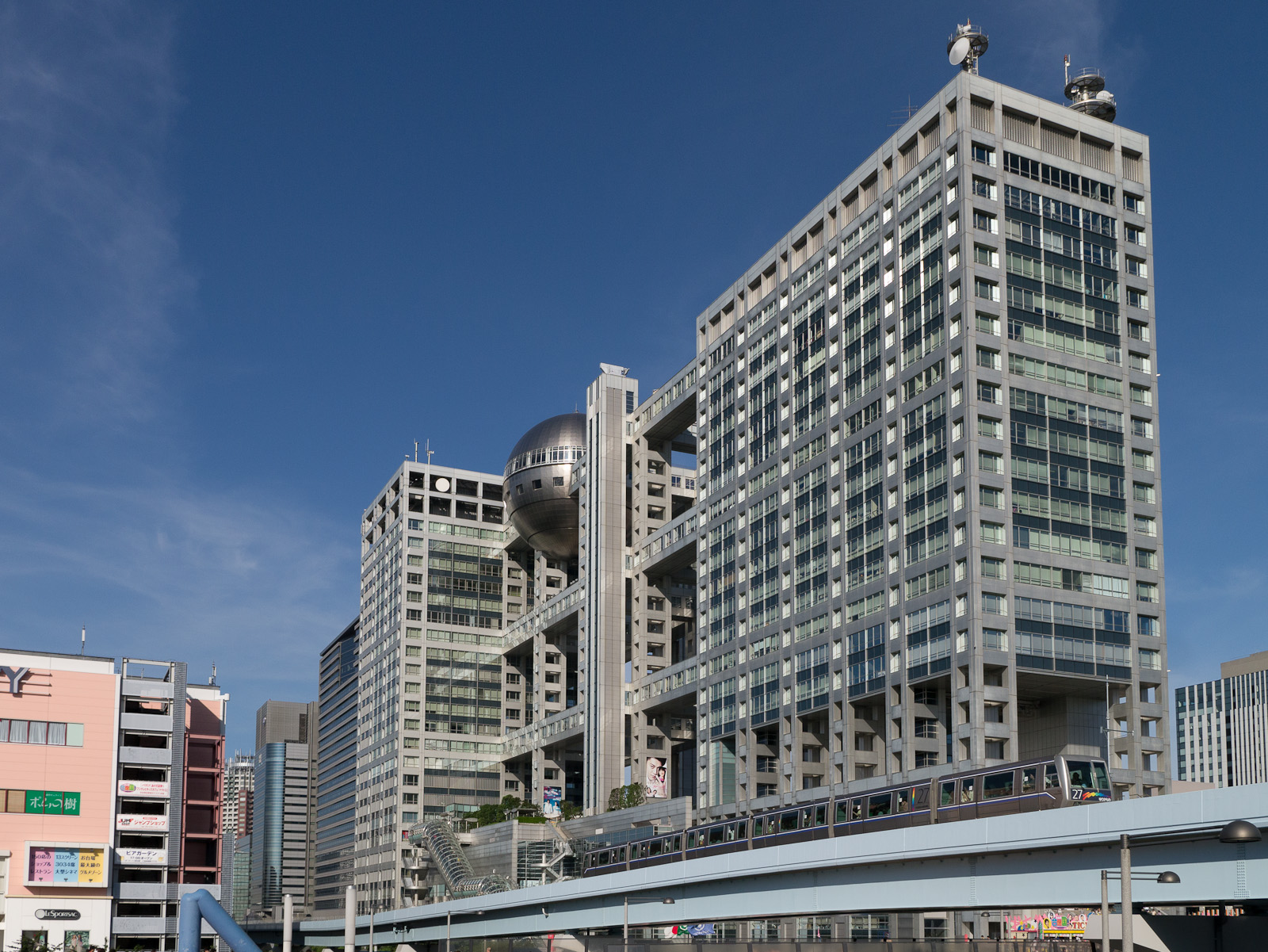
Tercera y actual sede Fuji Television, desde 1997.

## Transmisión
Inicialmente, se utilizó "FTV" como abreviatura. Sin embargo, no se define como una abreviatura oficial, Fukushima Television, estación afiliada que más tarde se inauguró, comenzó a usar "FTV" como una abreviatura oficial. Después de eso, la abreviatura "CX" se usa desde el distintivo de llamada. Aunque esto no está estipulado como una abreviatura oficial, en la industria de la difusión el nombre abreviado derivado del distintivo de llamada es común

### Analógico
Finalizado desde 24 de junio de 2011
JOCX-TV - Fuji Television (フジテレビジョン)
- Torre de Tokio - Canal 8

### Digital
JOCX-DTV - Fuji Digital Television (フジデジタルテレビジョン) ISDB-T
- Tokyo Sky Tree - Canal 21
- Botón de control remoto 8

### Redes
- Red en Osaka para transmisión en área de Kansai por Kansai TV, Analógico Canal 8, Digital Canal 17
- Red en Nagoya, para transmisión en área Chukyo Tokai TV, Analógico Canal 1, Digital Canal 21
- Red en Sapporo, para transmisión en área de Hokkaidō: Hokkaido Cultural Broadcasting, Analógico Canal 27, Digital Canal 25
- Red en Nagano, para transmisión en área de Prefectura de Nagano Analógico Canal 38, Digital Canal 15
- Red en Naha, para transmisión en área de Okinawa: Okinawa TV, Analógico Canal 8, Digital Canal 15

## Audiencia
En la década de 1970, aunque se prestó atención a la animación y los programas infantiles, en general, especialmente en los dramas contemporáneos, las calificaciones de la audiencia fueron lentas debido a la influencia de los contraprogramas, y la estasis fue extremadamente extensa.
En 1982 logra por primera vez la "triple corona", es decir, el primer puesto en las tres categorías de clasificación de espectadores (golden/prime/all-day) durante todo el año. Continuó en posesión de dicho título durante 12 años consecutivos. Estos resultado se debieron en parte a los programas de variedades, ya que ha producido una gran cantidad de contenido populares de géneros como el drama, como Moon 9, y la animación, como la serie Dragon Ball. Como resultado, llegó a la cima de la industria televisiva japonesa hasta 1993.
En 2003, según una encuesta, la tasa de audiencia en horario estelar superó la de Nippon Television, lo que resultó en la recaptura de "Triple Corona" por primera vez en 11 años desde 1993. En 2004 recobró oficialmente la calificación de triple corona. Pero, desde 2011, hasta entonces, siguiendo la influencia de los contraprogramas y las repetidas críticas en Internet, la calificación de audiencia ha ido descendiendo constantemente y desde la segunda mitad de 2017, ocupa la cuarta posición casi que en conjunto a TV Asahi.
Su mayor calificación en programas de variedades lo alcanzó al obtener el 66.1% al trasmitir el partido Japón VS Rusia (del Grupo H) de la Copa Mundial de Fútbol de 2002, históricamente también sus más altos índice en el género de variedades fue en 1980 con 48.6%, 1987 con 47.6% de audiencia, y en 2018 con 44.2%. En el caso de mayor calificación en dramas/películas obtuvieron 40.4% en 1984 y 38.4% en 2002.

## Programación
Fuji TV se caracteriza por ofrecer una programación generalista, con presencia especial de los programas de entretenimiento y la ficción, tanto anime como dramas y series.
Se destaca por la emisión de varias series de éxito internacional original de la Weekly Shonen Jump como Dragon Ball, Ranma ½, Yu Yu Hakusho, Rurouni Kenshin, Digimon, Hellsing, One Piece, Dr. Slump, entre otras. Sin embargo, la serie de Fuji con más audiencia es Sazae-san, en emisión desde 1969, con casi un promedio de 40%. Fuji TV fue una de las primeras cadenas en emitir el género del anime, siendo una de sus primeras series Astro Boy. Otras producciones conocidas de la cadena son Heidi y Marco, que lograron una buena repercusión en España cuando fueron estrenadas en la década de 1970. Los programas de animación en días laborables (excepto los nocturnos) desaparecieron, quedando fijas para los domingos por la tarde en su mayoría.Varias veces al año, programas especiales y películas de animación como "ONE PIECE" se emiten en un solo programa como "Friday Premium" o "Saturday Premium". Gran parte de sus producciones han sido realizada por estudios de animación como Toei Animation, Tezuka Productions, Nippon Animation, Pierrot y Eiken.
Como un proyecto especial de Fuji Television, se producen regularmente dramas especiales de dos noches consecutivas y dos semanas consecutivas que se emiten de manera irregular. Además, también se están transmitiendo obras dramáticas de un solo episodio.

### Anime
- Abyss Story (1981-2005)
- Ai Yori Aoshi (2002)
- Akane-chan (1968)
- Ansatsu Kyoshitsu (2015)
- Mazinger Z (1972)
- Heidi, la niña de los Alpes (1974)
- Anmitsu Hime (1986-1987)
- Arrow Emblem Grand Prix No Taka (Gran Prix)(1977-1978)
- Assassination Classroom (2015-2016)
- Astro Boy (1963-1966, 2003-2004)
- Banana Fish (2018)
- Beastars (2019)
- Chrono Crusade (2003-2004)
- Cybergirls (1995-1999)
- Digimon (1999-2003, 2006-2007)
- Dive!! (2017)
- Dragon Ball (1986-1989)
- Dragon Ball GT (1996-1997)
- Dragon Ball Super (2015- 2018)
- Dragon Ball Z (1989-1996)
- Dragon Ball Z Kai (2009-2011, 2014-2015)
- Dr. Slump (1981-1986, 1997-1999)
- Flame of Recca (1997-1998)
- Fune wo Amu (2016)
- Full Metal Panic? Fumoffu (2005-2006)
- Fugō Keiji Balance: Unlimited (2020)
- Gakkō no Kaidan (2000-2001)
- Gako no Kowai Uwasa (1994-1995)
- Galaxy Express 999 (1977-1981)
- Ge Ge Ge no Kitaro (1968-1969, 1971-1972, 1985-1986, 1996-1998, 2007-2009, 2008, 2018-2020)
- Genesis Climber MOSPEADA (1983-1984)
- Great Pretender (2020)
- Great Teacher Onizuka (1999-2000)
- Girls Bravo (2004-2005)
- Given (manga) (2019)
- Guilty Crown (2011-2012)
- Gunslinger Girl (2003-2004)
- Hellsing (2001-2002)
- Katoli (1984)
- Marco, de los Apeninos a los Andes (1976) (Marcos)
- Hataraki Man (2006)
- Hermit Village (1963-1964)
- Hunter x Hunter (1999-2001)
- Initial D (1998-2000)
- Inuyashiki (2017)
- Kiteretsu Daihyakka (1988-1996)
- Kochira Katsushika-ku Kameari Kōen-mae Hashutsujo (1996-2004)
- Zatchbell (Zatch Bell) (2003-2006)
- Kurenai Sanshirō (1969)
- Kuzu no Honkai (2016)
- Legendz (2004-2005)
- Lemon Angel (1987)
- Meteoro (1967-1968)
- Maison Ikkoku (1986-1988)
- Majokko Tsukune-chan (2005-2006)
- Kamui, El Ninja Desertor (1969)
- Koi wa Ameagari no You ni (2018)
- Nobunaga Concerto (2014)
- Norakuro (1970-1971)
- Norakuro Kun (1987-1988)
- One Piece (1999-presente)
- Ōsama Ranking (2021-2022)
- Paradise Kiss (2005)
- Parappa the Rapper (2001-2002)
- Ping Pong: The Animation (2014)
- Psycho-Pass (2012-2013, 2014-2015)
- RahXephon (2002)
- Rampo Kitan: Game of Laplace (2015)
- Ranma ½ (1989-1992)
- Rurouni Kenshin (1996-1998)
- Sarazanmai (2019)
- Sazae-san (1969-presente)
- Samurai Champloo (2004)
- Shigatsu wa Kimi no Uso (2014-2015)
- Shion no Ō (2007)
- Space Adventure Cobra (1982-1983)
- Sōgen no Chīsana Tenshi Busshu Beibi (1992)
- Super Milk Chan (2000)
- Super Zugan (1992)
- Urusei Yatsura (1981-1986)
- Uchi Tama!? Uchi no Tama Shirimasen ka? (2020)
- Toriko (2011-2014)
- Wolf's Rain (2003)
- Wotaku ni Koi wa Muzukashī (2018)
- Yakusoku no Neverland (2019)
- Yofukashi no Uta (2022)
- Yu Yu Hakusho (*1992-1995)

### Tokusatsu
- Mirrorman (1971-1972)

### Dramas
- Long Vacation (ロングバケーション) (1996)
- HERO (2001)
- Shiroi Kyotō (白い巨塔) (2003-2004)
- Water Boys (ウォーターボーイズ) (2003, 2004)
- Dr. Coto Shinryojo(Dr. Coto's Clinic) (Dr.コトー診療所) (2003, 2004, 2006)
- Itoshi Kimi e (愛し君へ) (2004)
- Densha Otoko (電車男) (2005)
- Umizaru Evolution (海猿) (2005)
- Oniyome Nikki (鬼嫁日記) (2005)
- Un litro de lágrimas (1リットルの涙) (2005)
- Attention Please (アテンションプリーズ) (2006)
- Kekkon Dekinai Otoko (結婚できない男) (2006)
- Buzzer Beat (ブザー・ビート～崖っぷちのヒーロー) (2009)
- Mei-chan no Shitsuji (2009)
- Kuragehime (2018)

### Cocina
- Iron Chef

### Variedades
- SMAP×SMAP
- HEYX3
- VsArashi

### Reality Show
- Ainori (あいのり?)
- VivaVivaV6 (abril de 2001-presente)
- Magic Revolution (2004-presente)
- Game Center CX (2003-presente)

### Deportes
En el béisbol profesional, tiene el derecho de transmitir los partidos del Tokyo Yakult Swallows, que es propiedad de Fuji Media Holdings.
Fuji TV, que emite la Fórmula 1 en Japón desde 1987, es el único patrocinador mediático del Gran Premio de Japón de Fórmula 1 en el mundo (hasta 2009), y la producción de material de archivo internacional (hasta 2011). Fuji TV también ha licenciado numerosos videojuegos de Fórmula 1, incluyendo el Human Grand Prix 4 - F1 Dream Battle.
Además, ha trasmitido la "Copa Mundial de Voleibol", el "Campeonato Mundial de Judo", el "Campeonato Mundial de Gimnasia" (2009-2016), también se convirtieron en la transmisión exclusiva de Fuji TV. Además, desde la temporada 2003-2004, "All Japan Speed Skating Championship", "World Speed Skating Championship", "All-Japan Figure Skating Championship", "World Figure Skating Championship" se convirtió en una transmisión exclusiva de Fuji TV. De 1992 a 2004, el "Tour de France" también fue transmitido.
La Copa Confederaciones de la FIFA y otros eventos internacionales especificados por la FIFA (excluyendo la "Copa del Mundo") son transmitidos conjuntamente con TBS. La competencia después de 2007 será la transmisión exclusiva de Fuji. En el pasado, con la "Copa J. League" transmitía juegos locales como Shimizu S-Pulse y Kashima Antlers.
Patrocina y transmite el "Torneo del Gran Sumo de Japón", incluido el relevo exclusivo del mencionado Campeonato Mundial de Judo, además en la lucha libre profesional transmite la versión japonesa de la WWE. En el pasado emitía PRIDE y K-1, pero el primero dijo en junio de 2006 que hubo un incumplimiento de contrato en el lado anfitrión, mientras el último también dijo que había un problema de dinero no pagado de la parte organizadora en 2010, pero desde 2015 emite la "Rizin Fighting Federation"

## Fuji Television Production Film
Fuji TV es una televisora y, al mismo tiempo, el grupo de producción cinematográfica más grande de Japón, desde su primera producción en 1969, donde el departamento de negocios cinematográficos es filmador y quien hace la transmisión de las películas en televisión.
El Departamento de Negocios Cinematográficos está dividido en dos secciones, el "Departamento de Producción Cinematográfica" que produce para las salas de cine y el "Departamento de Ajuste de Películas" que negocia y promueve los derechos de transmisión de películas emitidos en televisión y similares. En términos de escala, supera a las compañías de producción cinematográfica existentes y es una de las más grandes de Japón. La mayoría de las películas que se producen están compuestas principalmente por el departamento de producción de películas. Gestiona de forma centralizada la agencia, desde la planificación hasta los contratos de producción y distribución, promoción, conversión de DVD, transmisión de televisión y ventas en el extranjero. Hay muchos casos donde la distribución se realiza junto a Toho.

## Incidentes
El 24 de junio de 1993, Beyond apareció en el programa gameshow de televisión de Ucchan-nanchan no Yarunara Yaraneba (ッ や ら ら ら ね). La plataforma del escenario tenía 2,7 a 3 m de altura y el piso del teatro estaba mojado y resbaladizo. Durante uno de los juegos, el líder la banda, Wong Ka Kui cayó de cabeza, de la plataforma junto con uno de los anfitriones, el actor Teruyoshi Uchimura, sufriendo lesiones masivas en la cabeza. Wong entró en coma inmediatamente al sufrir una hemorragia subdural aguda, fractura ósea craneal y contusión cerebral, siendo enviado al hospital de la Universidad Médica de Mujeres de Tokio. Cayó en coma y murió una semana después a los 31 años. Tras la muerte de Wong, el programa fue cancelado.
El 2 de septiembre de 1998 durante la transmisión en vivo de "Mezamishi", la periodista Yukino Kikuma se cayó de una ventana del quinto piso mientras informaba sobre un dispositivo para ayudar a los ocupantes a escapar en una emergencia. El dispositivo estaba mal sujeto al edificio y falló, lo que provocó una caída de cuatro pisos (aproximadamente 13m) sobre un acolchado colocado en el suelo como medida de seguridad para su descenso planificado. Kikuma sobrevivió, sufriendo una lesión en la cintura (fractura por compresión lumbar). Le tomó tres meses recuperarse por completo.
En 1999 se encontró que un peluquero que apareció en el programa "Scissors League" que hace competir a peluqueros no tenía licencia. Se descubrió que el productor del mismo programa recibió un soborno por la producción y dejó la compañía. Después de eso, fue arrestado por extorsión de hacedores de dinero, peluqueros sin licencia y peluqueros.
El 25 de octubre de 2002 se emitió una entrevista exclusiva con Kim Hye Kyung, quien es considerada como la hija de la secuestrada en Corea del Norte Megumi Yokota como "programa especial de noticias de FNN". En medio de la transmisión, hubo protestas como "Fuji TV y sus estaciones afiliadas fueron puestas en la propaganda de Corea del Norte"

El 4 de mayo de 2006 el programa "FNN Super News" publicó la bandera de cinco estrellas (bandera de la República Popular de China) como la bandera de la República de China (Taiwán), causando quejas de la Oficina Representativa Económica y Cultural de Taipéi.

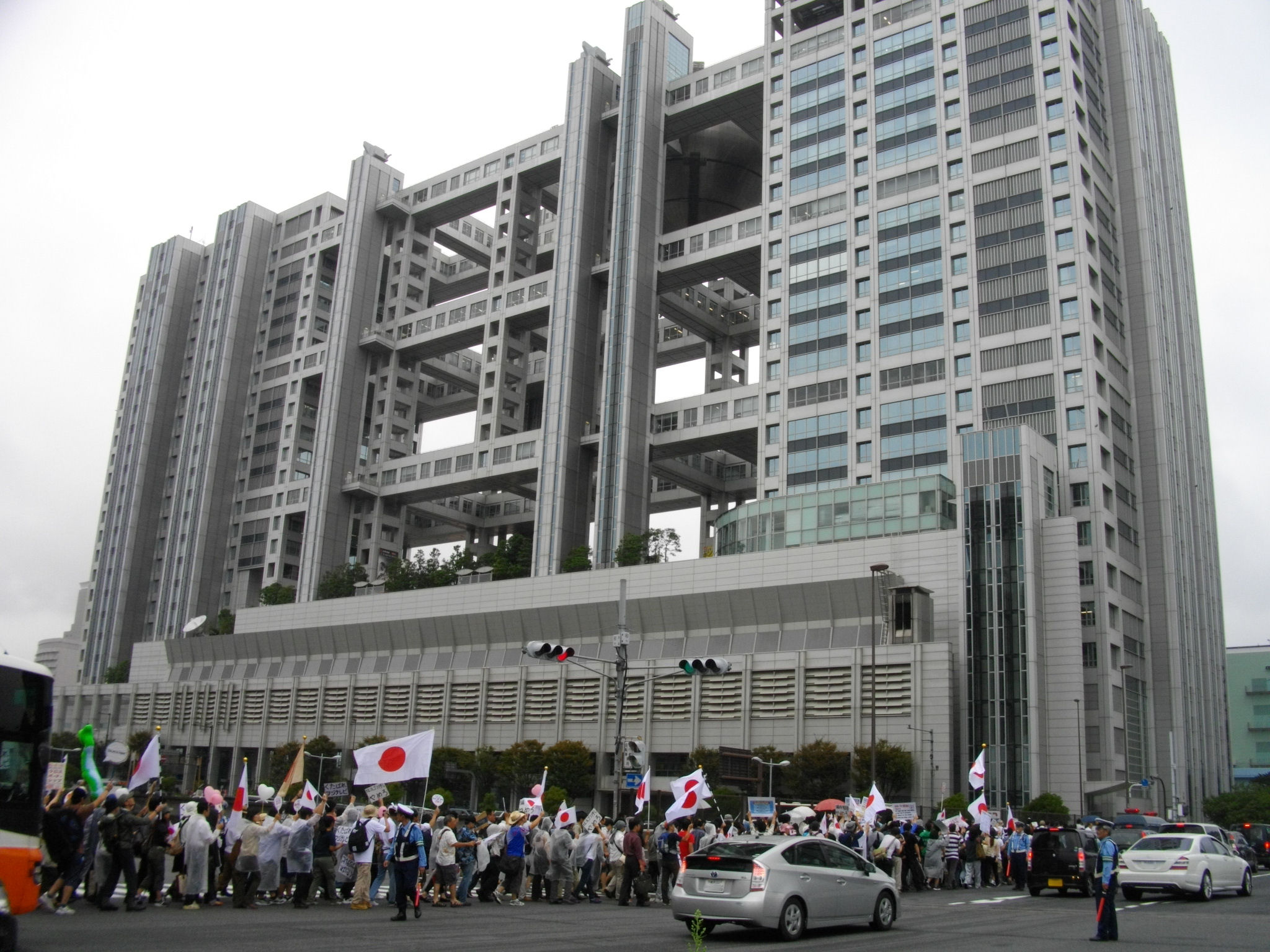
Manifestante frente la sede Fuji Television el 21 de agosto de 2011.

El 7 y 21 de agosto de 2011, más de 2000 manifestantes del Japanese Culture Channel Sakura y de otros grupos de derecha se congregaron frente a Fuji Television y la sede Fuji Media Holdings en Odaiba, Tokio para protestar contra lo que percibían como el creciente uso de contenidos coreanos, la manipulación de la información y el trato insultante del pueblo japonés por parte de la cadena. Dicho organismo llama Fuji TV la "Red de Traidores" en estas protestas.
Además, el 29 de junio de 2015, Fuji TV se disculpó por haber subtitulado un programa a principios de mes que describía de manera inexacta a los surcoreanos entrevistados en la calle diciendo que "odian" a Japón. La disculpa llegó después de una exitosa petición en línea durante el fin de semana, en la que la gente afirmaba que la principal emisora había fabricado los subtítulos para fomentar el sentimiento anti-coreano entre el público japonés. Fuji TV explicó que ambos entrevistados hablaron de su aversión a Japón durante las entrevistas, pero que accidentalmente publicaron clips que no contenían ese mensaje. Según la emisora, "emitimos estos clips inexactos debido a una confusión durante el proceso de edición, así como por no haber comprobado suficientemente el metraje final".
Desde 2017, hay casos frecuentes de ser forzado a pedir disculpas con respecto al contenido de sus programas, y Asahi Shimbun señaló que la desventaja de la calificación de la audiencia está en el fondo.

## Galería

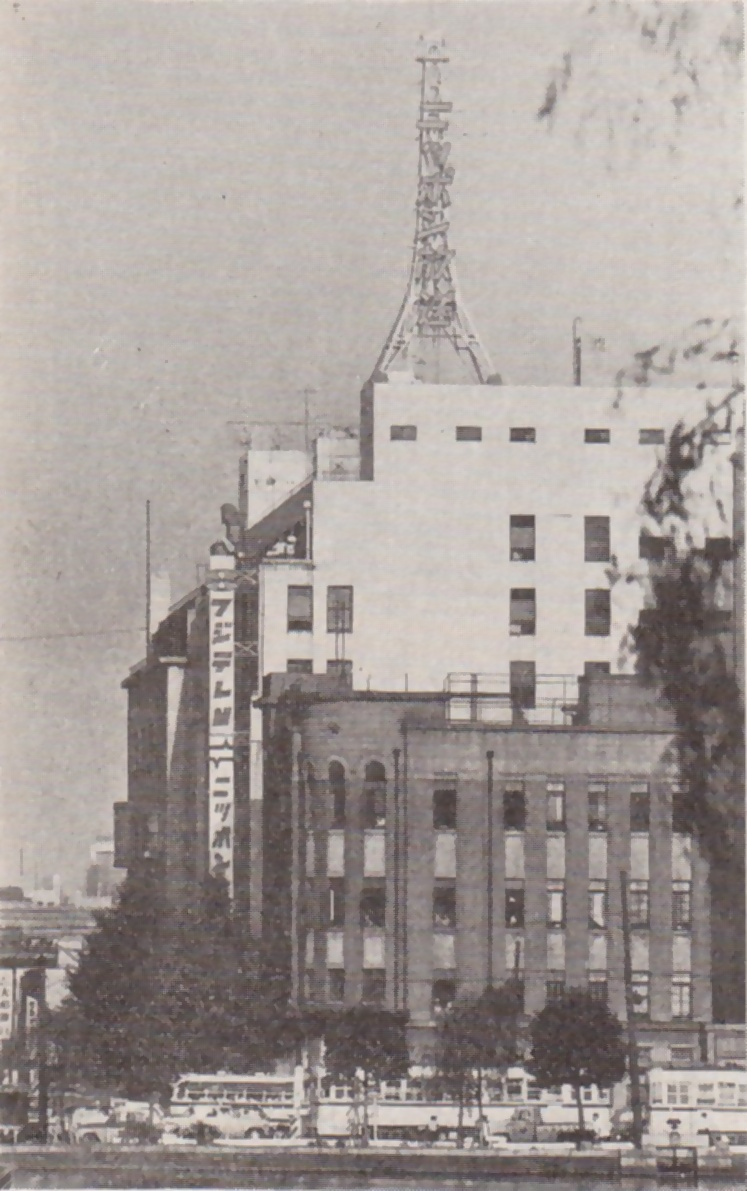
Primera sede de Fuji TV en Yūrakuchō, alrededor de 1961 (también compartido con Nippon Broadcasting System)
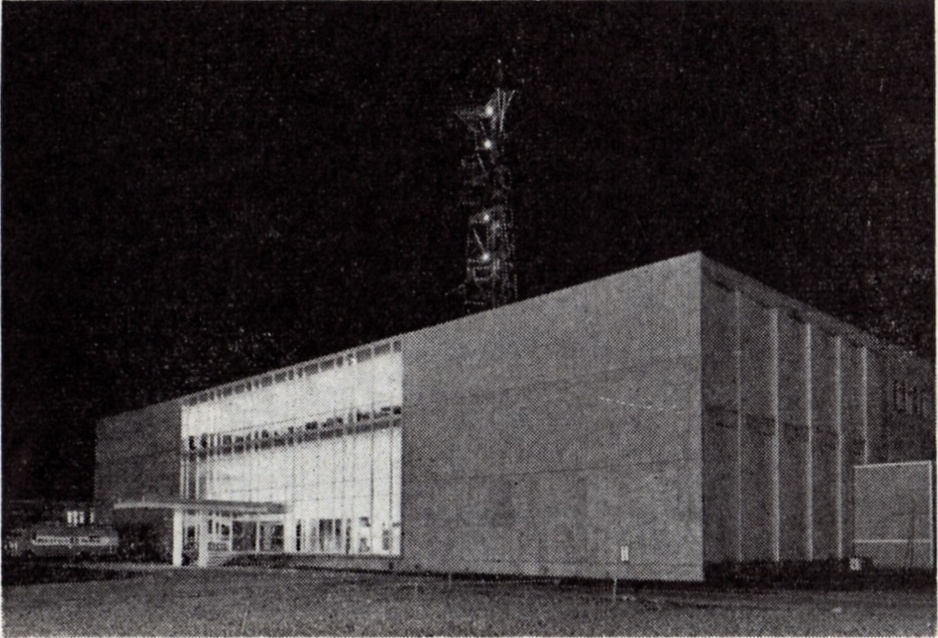
Segunda sede de Fuji TV en Kawadacho, Shinjuku, alrededor de 1961
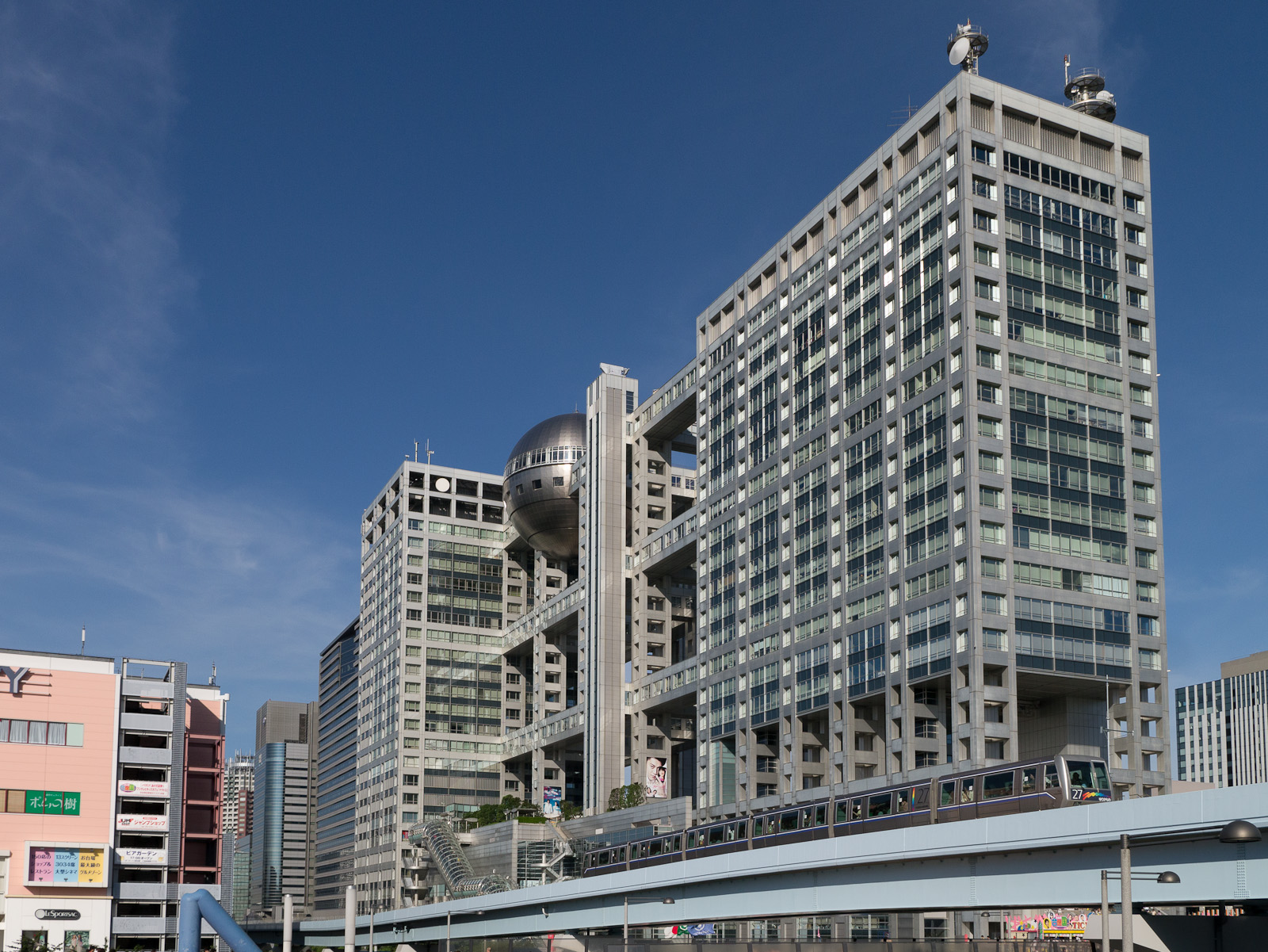
Tercera y actual sede Fuji Television, desde 1997.